# Tagour PC
Der Tagour Provincial Club de Dosso, auch Tagour PC oder einfacn Tagour genannt, ist ein nigrischer Fußballklub mit Sitz in der Dosso. Wo der Verein zurzeit spielt, ist unbekannt. 

## Geschichte
Von 2019 bis zur Saison 2022/23 spielte der Verein zweitklassig. Am Ende der Saison 2022/23 wurde der Verein Meister der Gruppe B in der zweiten Liga und stieg somit in die erste Liga auf. Nach nur einer Spielzeit musste man am Ende der Saison 2023/24 als Tabellenvorletzter wieder aus der ersten Liga absteigen. Wo der Verein heute spielt, ist unbekannt.

## Erfolge
- Ligue Nationale (Niger): 2022/23 (Gruppe B)  ▲

## Saisonplatzierung
| Saison  | Liga                    | Level | Platz           |
| ------- | ----------------------- | ----- | --------------- |
| 2019/20 | Ligue Nationale (Niger) | 2     | 9. (Gruppe B)   |
| 2020/21 | Ligue Nationale (Niger) | 2     | 2. (Gruppe A)   |
| 2021/22 | Ligue Nationale (Niger) | 2     | 7. (Gruppe B)   |
| 2022/23 | Ligue Nationale (Niger) | 2     | 1. (Gruppe B) ▲ |
| 2023/24 | Superligue              | 1     | 16. ▼           |